# Mélicocq
Pour les articles homonymes, voir Mélicocq (homonymie).
Mélicocq est une commune française située dans le département de l'Oise, en région Hauts-de-France.

## Géographie

### Localisation
Mélicocq est un bourg périurbain picard du Compiègnois situé à 11 km au nord de Compiègne, à 77 km au nord de Paris.
La commune se trouve dans l'aire urbaine de Compiègne, ainsi que dans son unité urbaine et dans sa zone d'emploi. Pour la vie quotidienne, elle fait partie du bassin de vie de Thourotte

### Communes limitrophes
Les communes limitrophes sont  Chevincourt, Giraumont, Longueil-Annel, Machemont, Marest-sur-Matz, Thourotte et Villers-sur-Coudun.
| Marest-sur-Matz    | Chevincourt    | Machemont |
| Villers-sur-Coudun | Mélicocq       |           |
| Giraumont          | Longueil-Annel | Thourotte |

### Géologie et relief
L'altitude de la commune, dont la surface est de 6,53 km², varie de 36 à 137 m. Son point culminant est le Mont de Caumont.
Louis Graves indiquait en 1839 que « le territoire, de médiocre étendue, appartient presqu'en entier à la rive droite de la vallée du Matz. Le village situé au bord de cette rivière a des rues tortueuses , inégales, impraticables en hiver ».

### Hydrographie

#### Réseau hydrographique

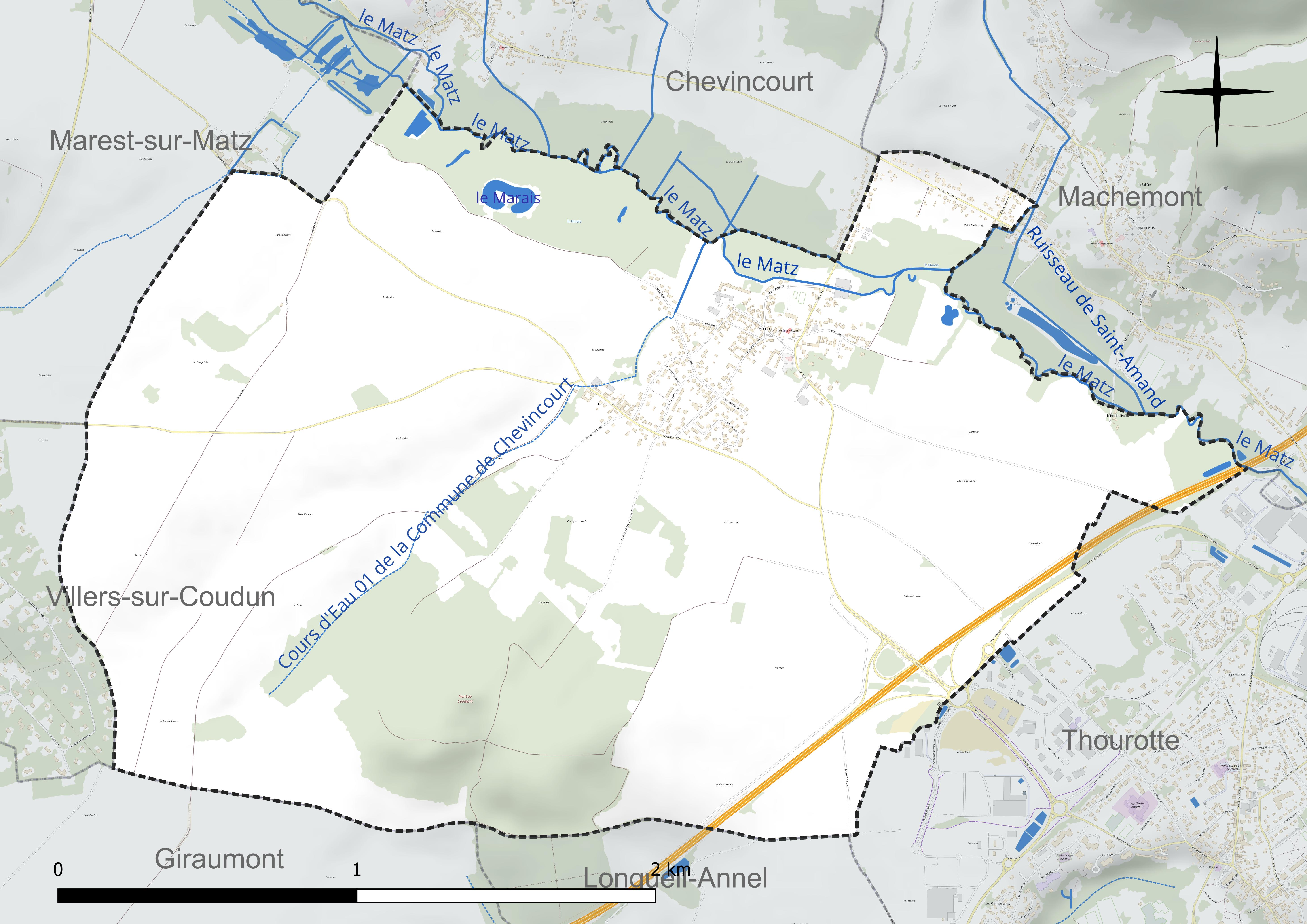
Réseau hydrographique de Mélicocq.

La commune est située dans le bassin Seine-Normandie. Elle est drainée par le Matz et le cours d'eau 01 de la commune de Chevincourt,,.
Le Matz, d'une longueur de 25 km, prend sa source dans la commune de Canny-sur-Matz et se jette  dans l'Oise à Montmacq, après avoir traversé 17 communes.
Un plan d'eau complète le réseau hydrographique : le Marais (1,1 ha),.

#### Gestion et qualité des eaux
Le territoire communal est couvert par le schéma d'aménagement et de gestion des eaux (SAGE) « Sensée ». Ce document de planification concerne un territoire de 1 013 km2 de superficie, délimité par le bassin versant de l'Oise moyenne. Le périmètre a été arrêté le 24 avril 2017 et le SAGE est, en 2024, encore en élaboration. La structure porteuse de l'élaboration et de la mise en œuvre est le syndicat mixte du SAGE Oise-Moyenne (SMOM).
La qualité des cours d'eau peut être consultée sur un site dédié géré par les agences de l'eau et l'Agence française pour la biodiversité.

### Climat
Pour des articles plus généraux, voir Climat des Hauts-de-France et Climat de l'Oise.
En 2010, le climat de la commune est de type climat océanique dégradé des plaines du Centre et du Nord, selon une étude du CNRS s'appuyant sur une série de données couvrant la période 1971-2000. En 2020, Météo-France publie une typologie des climats de la France métropolitaine dans laquelle la commune est dans une zone de transition entre le climat océanique et le climat océanique altéré et est dans la région climatique Nord-est du bassin Parisien, caractérisée par un ensoleillement médiocre, une pluviométrie moyenne régulièrement répartie au cours de l'année et un hiver froid (3 °C).
Pour la période 1971-2000, la température annuelle moyenne est de 10,6 °C, avec une amplitude thermique annuelle de 15,6 °C. Le cumul annuel moyen de précipitations est de 697 mm, avec 10,9 jours de précipitations en janvier et 8,5 jours en juillet. Pour la période 1991-2020, la température moyenne annuelle observée sur la station météorologique la plus proche, située sur la commune de Margny-lès-Compiègne à 8 km à vol d'oiseau, est de 11,2 °C et le cumul annuel moyen de précipitations est de 633,5 mm,. Pour l'avenir, les paramètres climatiques de la commune estimés pour 2050 selon différents scénarios d'émission de gaz à effet de serre sont consultables sur un site dédié publié par Météo-France en novembre 2022.

## Urbanisme

### Typologie
Au 1er janvier 2024, Mélicocq est catégorisée ceinture urbaine, selon la nouvelle grille communale de densité à sept niveaux définie par l'Insee en 2022.
Elle appartient à l'unité urbaine de Compiègne, une agglomération intra-départementale regroupant quatorze  communes, dont elle est une commune de la banlieue,,.
Par ailleurs la commune fait partie de l'aire d'attraction de Compiègne, dont elle est une commune de la couronne,. Cette aire, qui regroupe 101 communes, est catégorisée dans les aires de 50 000 à moins de 200 000 habitants,.

### Occupation des sols

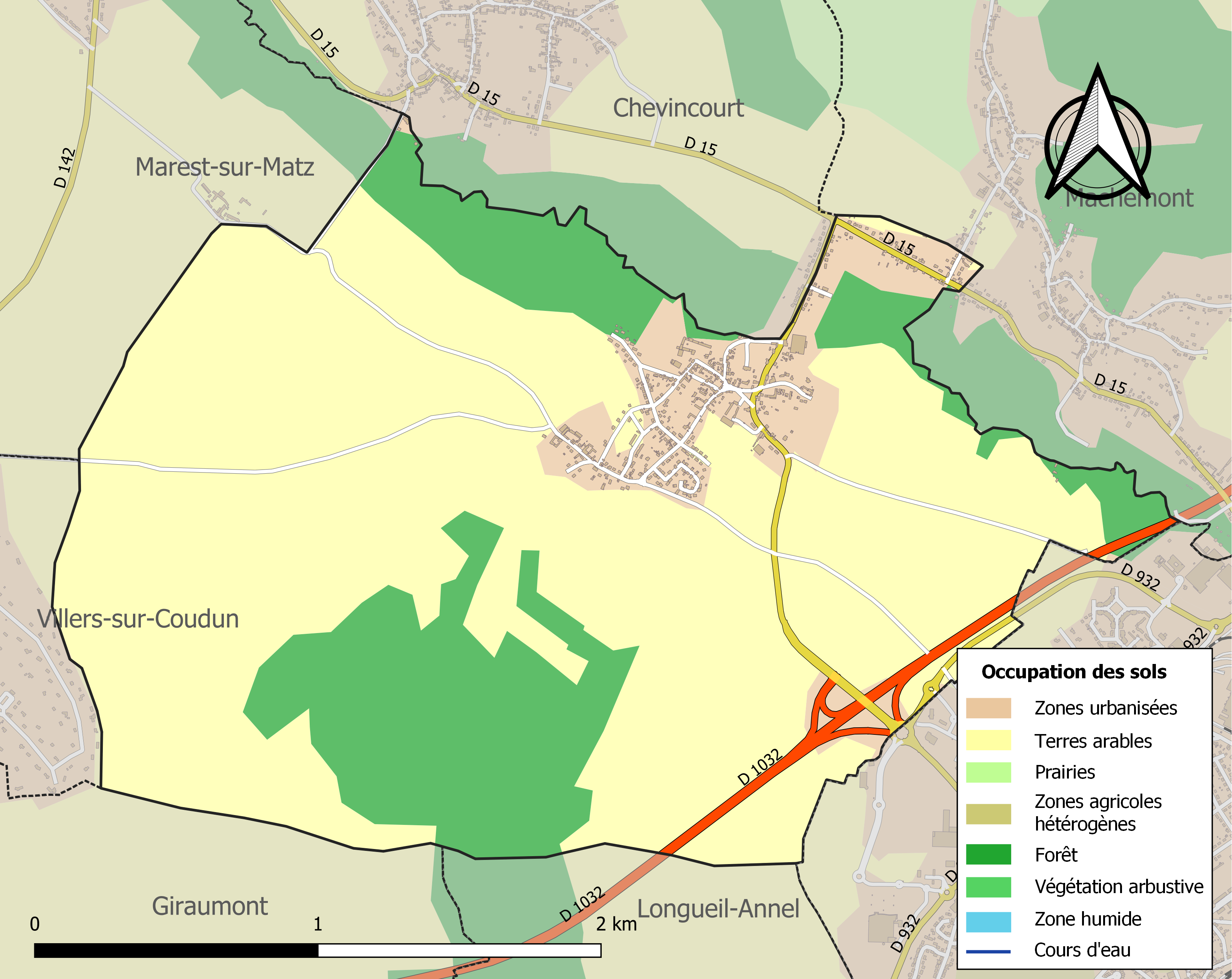
Carte des infrastructures et de l'occupation des sols de la commune en 2018 (CLC).

L'occupation des sols de la commune, telle qu'elle ressort de la base de données européenne d'occupation biophysique des sols Corine Land Cover (CLC), est marquée par l'importance des territoires agricoles (70,2 % en 2018), en diminution par rapport à 1990 (72,8 %).
La répartition détaillée en 2018 est la suivante : terres arables (70,2 %), forêts (20,6 %), zones urbanisées (9,2 %).
L'évolution de l'occupation des sols de la commune et de ses infrastructures peut être observée sur les différentes représentations cartographiques du territoire : la carte de Cassini (XVIIIe siècle), la carte d'état-major (1820-1866) et les cartes ou photos aériennes de l'IGN pour la période actuelle (1950 à aujourd'hui).

### Lieux-dits, hameaux et écarts
Outre le village, la commune comprend le hameau du Petit Mélicocq, situé au nord du Matz.

### Habitat et logement
En 2021, le nombre total de logements dans la commune était de 337, alors qu'il était de 289 en 2016 et de 258 en 2011.
Parmi ces logements, 92 % étaient des résidences principales, 0,6 % des résidences secondaires et 7,4 % des logements vacants. Ces logements étaient pour 96 % d'entre eux des maisons individuelles et pour 3,7 % des appartements.
Le tableau ci-dessous présente la typologie des logements à Mélicocq en 2021 en comparaison avec celle de l'Oise et de la France entière. Une caractéristique marquante du parc de logements est ainsi la faible proportion des résidences secondaires et logements occasionnels (0,6 %) par rapport au département (2,4 %) et à la France entière (9,7 %).
| Typologie                                               | Mélicocq | Oise | France entière |
| ------------------------------------------------------- | -------- | ---- | -------------- |
| Résidences principales (en %)                           | 92       | 90,5 | 82,2           |
| Résidences secondaires et logements occasionnels (en %) | 0,6      | 2,4  | 9,7            |
| Logements vacants (en %)                                | 7,4      | 7    | 8,1            |

### Voies de communication et transports
Melicocq est traversée dans sa partie sud-est par la RD1032 constituant une déviation  de l'ancienne route nationale 32, une voie rapide reliant Compiègne à Noyon, et dont un échangeur dessert Mélicocq (et Thourotte).
La commune est desservie, en 2023, par les lignes 664, 681, 6306 et 6334 du réseau interurbain de l'Oise.

## Toponymie
Attestée sous les formes « Molinus cottus … in pago Belloacensi super fluvium Masso » en 723, altare de Melli loco en 1097, Theobaldus major de Molincoth en 1160, Melli locus en 1187, Molincoc en 1199, Melicocq en 1473.
Du latin molinus, du bas latin molinum (moulin) et du germanique kot (cabane) : c'est « (la) petite maison du moulin », en raison du nombre de moulions qui y étaient explités.

## Histoire

### Antiquité
Une ancienne chaussée romaine passait à la Croix Ricart pour rejoindre le chemin de Compiègne à Amiens.

### Moyen Âge
Le village déjà cité au VIIe siècle. Mélicocq fut l'un des lieux du Beauvaisis qu'évangélisa saint Amand, se rendant à Compiègne, près du roi Dagobert. Il traversa le village, et y fit plusieurs miracles. Il ressuscita le fils d'une pauvre veuve chez laquelle il avait trouvé l'hospitalité. Saint Amand y fonda une chapelle, que le temps a détruit.
Des tombes mérovingiennes ont été retrouvées dans le village dans les années 1970
L'église faisait partie du bénéfice ecclésiastique de l’abbaye de Choisy-au-Bac puis de l'abbaye Saint-Médard de Soissons.

### Temps modernes
Au XVIe siècle,on trouvait dans le village un moulin à eau et un château.
La terre de Mélicocq etait possédée par la maison de Boubers.
En 1591, la terre de Mélicocq comprenait le château, les droits seigneuriaux et une maison sise à Compiègne, au devant du Temple, et nommée : le petit Vaugenlieu.
Sous l'Ancien Régime, la paroisse de Mélicocq relevait du bailliage et de l'élection de Compiègne et de la généralité de Paris.

### Époque contemporaine
En 1839, la commune, instituée par la Révolution française, disposait d'une école et de trente-cinq hectares de bois situés sur le territoire de Machemont et jouissait de marais indivis avec Machemont. Cambronne-lès-Ribécourt et Thourotte. On y trouvait deux moulins à eau et la population vicait de l'agriculture.

Mélicocq au tout début du XXe siècle
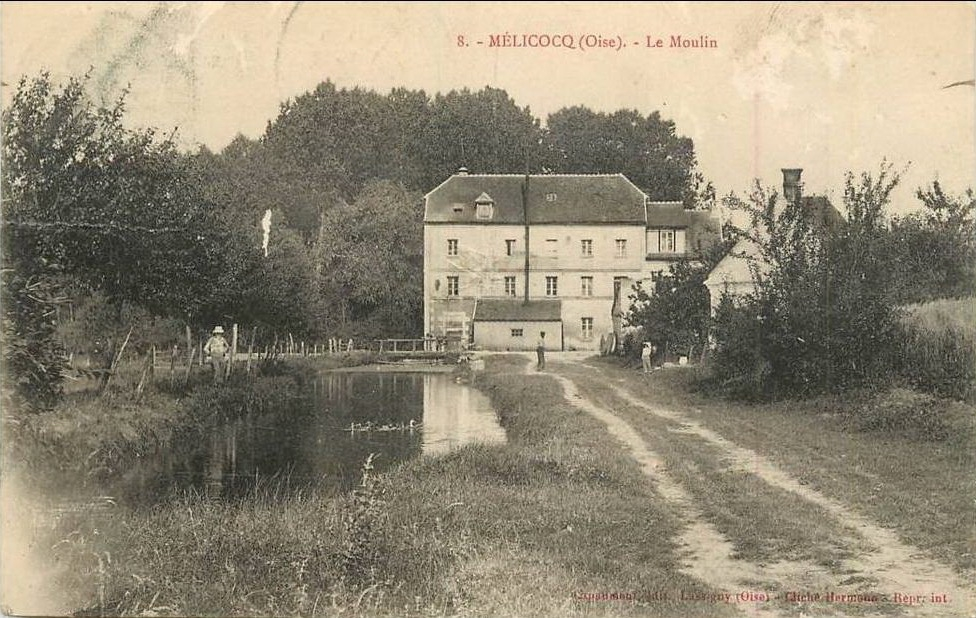
Vue du moulin vers 1910.
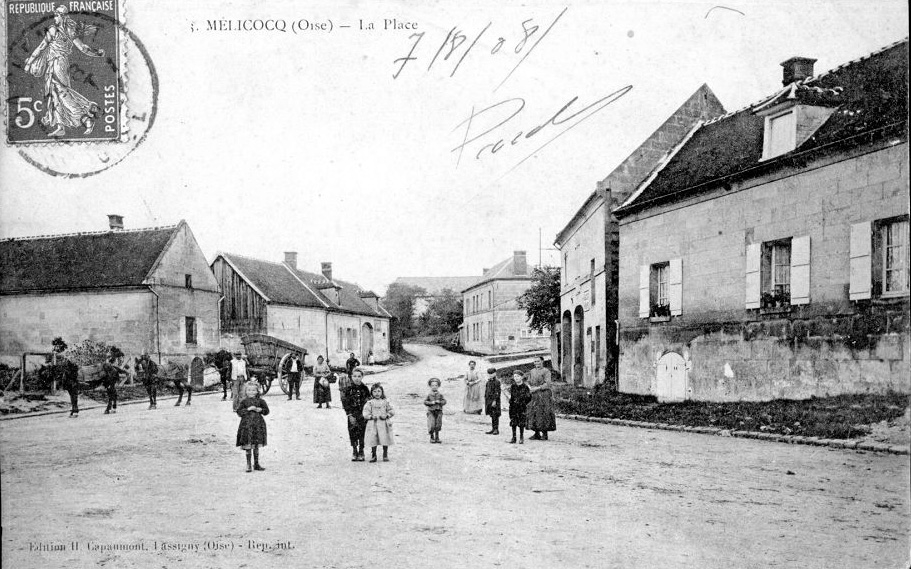
Les rues du village vers 1908.

#### Première Guerre mondiale
Épargnée par la Grande Guerre pendant quatre années, Mélicocq connaîtra de violents combats lors de la Bataille du Matz du 5 au 13 juin 1918, journées pendant lesquelles les soldats de la IIIe armée du général Humbert arrêteront la marche allemande sur Paris,.

Mélicocq et la Première Gierre mondiale
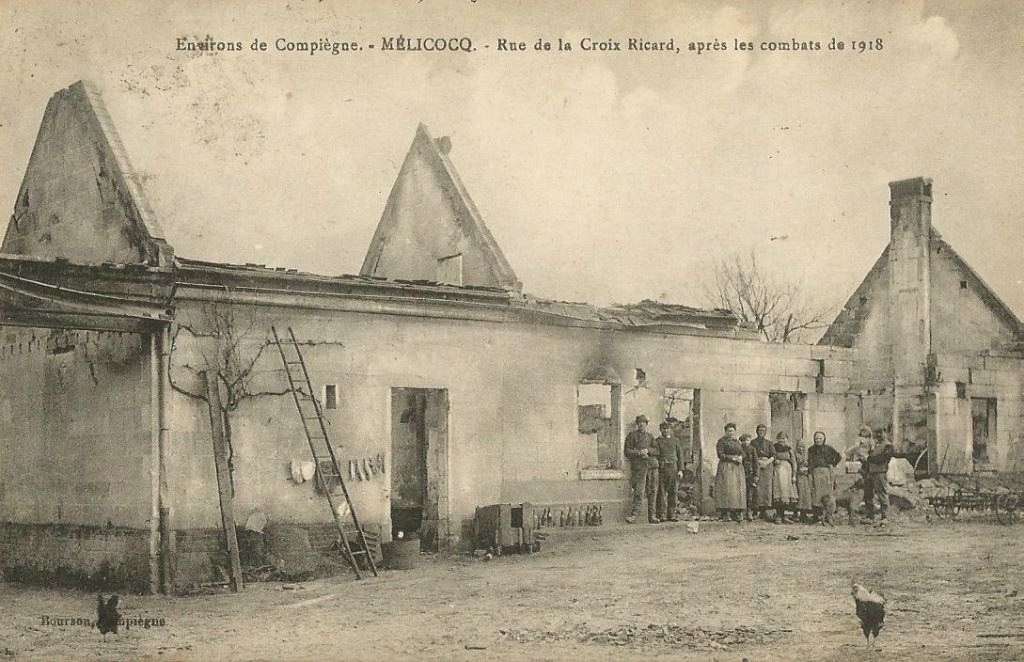
Les ruines du village  après les combats de juin 1918.
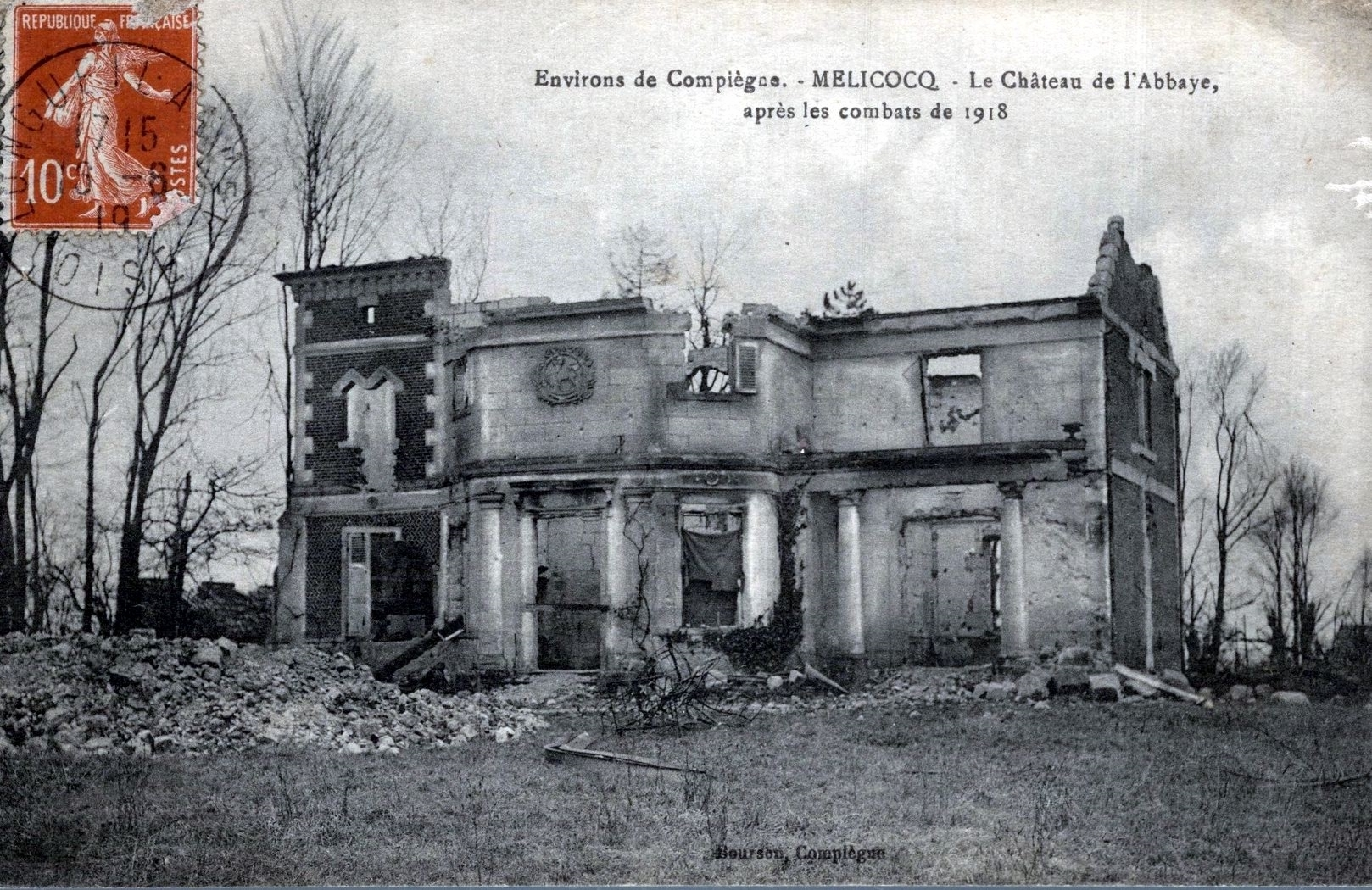
Les ruines du château   après les combats de juin 1918.
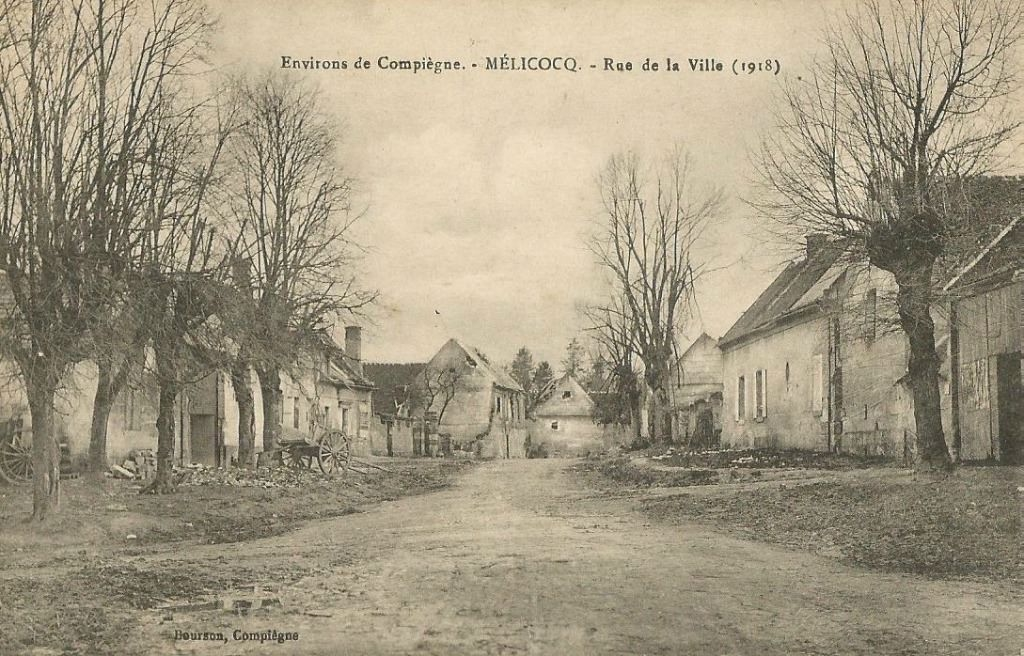
Les ruines du village  après les combats de juin 1918.
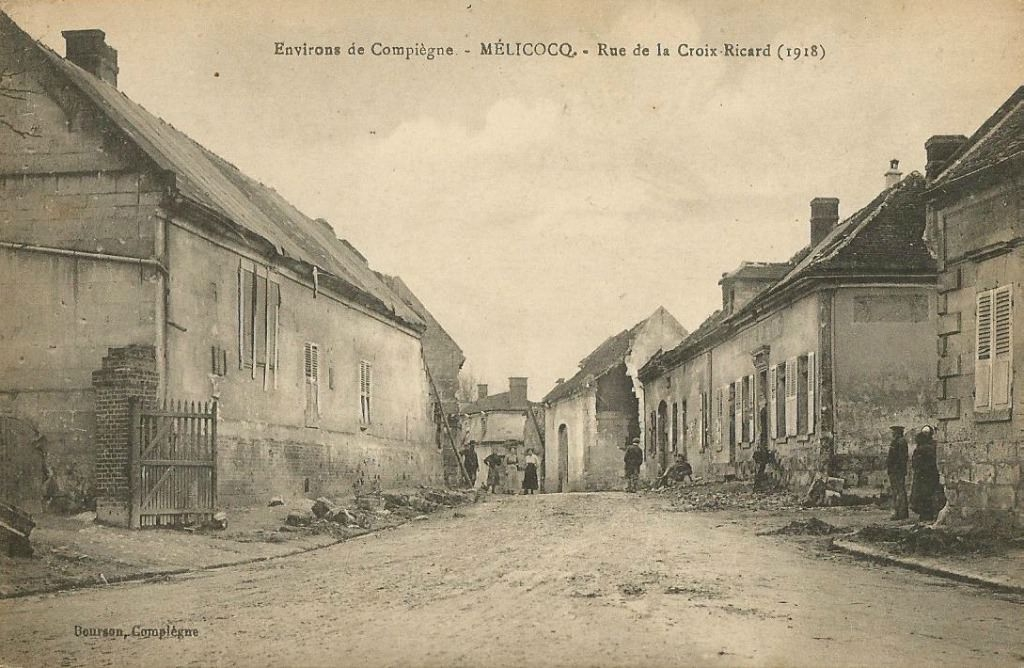
Les ruines du village  après les combats de juin 1918.

Un cimetière militaire provisoire contenant 900 tombes a été aménagé durant la guerre. En 1921, les corps ont été soit restitués aux familles, soit rassemblés dans les cimetières militaires de Vignemont et de Remy.
Le village est considéré comme détruit à la fin de la guerre et a  été décoré de la Croix de guerre 1914-1918, le 21 février 1921.

## Politique et administration

### Rattachements administratifs et électoraux

#### Rattachements administratifs
La commune se trouve depuis 1926 dans l'arrondissement de Compiègne du département de l'Oise.
Elle faisait partie depuis 1801 du canton de Ribécourt-Dreslincourt. Dans le cadre du redécoupage cantonal de 2014 en France, cette circonscription administrative territoriale a disparu, et le canton n'est plus qu'une circonscription électorale.

#### Rattachements électoraux
Pour les élections départementales, la commune fait partie depuis 2014 du canton de Thourotte.
Pour l'élection des députés, elle fait partie de la sixième circonscription de l'Oise.

### Intercommunalité
Mélicocq est membre de la communauté de communes des Deux Vallées, un établissement public de coopération intercommunale (EPCI) à fiscalité propre créé en 1995 et auquel la commune a transféré un certain nombre de ses compétences, dans les conditions déterminées par le code général des collectivités territoriales.

### Liste des maires
| Période                                  | Période                        | Identité                   | Étiquette | Qualité                                                                                  |
| ---------------------------------------- | ------------------------------ | -------------------------- | --------- | ---------------------------------------------------------------------------------------- |
| Les données manquantes sont à compléter. |                                |                            |           |                                                                                          |
|                                          |                                |                            |           |                                                                                          |
| 1792                                     |                                | Louis-Alexandre de La Fons |           | Ancien seigneur de Mélicocq Chevalier de Saint-Louis                                     |
|                                          |                                |                            |           |                                                                                          |
| 1977                                     | juin 1995                      | Bernard Dupuis             |           |                                                                                          |
| juin 1995                                | mai 2020                       | Michel Flamant             |           | Retraité                                                                                 |
| mai 2020                                 | En cours (au 30 novembre 2023) | Valérie Vanpevenage        |           | Employée administrative d'entreprise Vice-présidente de la CC des Deux Vallées (2020 → ) |

## Équipements et services publics
Un distributeur automatique de fruits et légumes maraîchers est installé à l'entrée d'une ferme, rue de l'Église.

## Population et société
Les habitants sont appelés les Mélicocquois.

### Évolution démographique
L'évolution du nombre d'habitants est connue à travers les recensements de la population effectués dans la commune depuis 1793. Pour les communes de moins de 10 000 habitants, une enquête de recensement portant sur toute la population est réalisée tous les cinq ans, les populations de référence des années intermédiaires étant quant à elles estimées par interpolation ou extrapolation. Pour la commune, le premier recensement exhaustif entrant dans le cadre du nouveau dispositif a été réalisé en 2004.

En 2022, la commune comptait 791 habitants, en évolution de +9,25 % par rapport à 2016 (Oise : +0,87 %, France hors Mayotte : +2,11 %).
| 1793 | 1800 | 1806 | 1821 | 1831 | 1836 | 1841 | 1846 | 1851 |
| ---- | ---- | ---- | ---- | ---- | ---- | ---- | ---- | ---- |
| 224  | 265  | 271  | 310  | 348  | 311  | 307  | 314  | 304  |

| 1856 | 1861 | 1866 | 1872 | 1876 | 1881 | 1886 | 1891 | 1896 |
| ---- | ---- | ---- | ---- | ---- | ---- | ---- | ---- | ---- |
| 327  | 308  | 297  | 288  | 272  | 266  | 300  | 285  | 280  |

| 1901 | 1906 | 1911 | 1921 | 1926 | 1931 | 1936 | 1946 | 1954 |
| ---- | ---- | ---- | ---- | ---- | ---- | ---- | ---- | ---- |
| 280  | 290  | 251  | 210  | 224  | 256  | 274  | 261  | 283  |

| 1962 | 1968 | 1975 | 1982 | 1990 | 1999 | 2004 | 2006 | 2009 |
| ---- | ---- | ---- | ---- | ---- | ---- | ---- | ---- | ---- |
| 384  | 403  | 419  | 473  | 587  | 656  | 656  | 656  | 669  |

| 2014 | 2019 | 2022 | - | - | - | - | - | - |
| ---- | ---- | ---- | - | - | - | - | - | - |
| 682  | 772  | 791  | - | - | - | - | - | - |

### Pyramide des âges
La population de la commune est relativement jeune.
En 2018, le taux de personnes d'un âge inférieur à 30 ans s'élève à 35,2 %, soit en dessous de la moyenne départementale (37,3 %). À l'inverse, le taux de personnes d'âge supérieur à 60 ans est de 22,1 % la même année, alors qu'il est de 22,8 % au niveau départemental.
En 2018, la commune comptait 371 hommes pour 385 femmes, soit un taux de 50,93 % de femmes, légèrement inférieur au taux départemental (51,11 %).
Les pyramides des âges de la commune et du département s'établissent comme suit.
| Hommes | Classe d’âge | Femmes |
| ------ | ------------ | ------ |
| 0,3    | 90 ou +      | 0,3    |
| 4,2    | 75-89 ans    | 5,1    |
| 18,7   | 60-74 ans    | 15,8   |
| 24,0   | 45-59 ans    | 22,4   |
| 19,0   | 30-44 ans    | 19,8   |
| 15,0   | 15-29 ans    | 15,8   |
| 18,7   | 0-14 ans     | 20,9   |

| Hommes | Classe d’âge | Femmes |
| ------ | ------------ | ------ |
| 0,5    | 90 ou +      | 1,4    |
| 5,5    | 75-89 ans    | 7,6    |
| 15,6   | 60-74 ans    | 16,3   |
| 20,8   | 45-59 ans    | 20     |
| 19,4   | 30-44 ans    | 19,4   |
| 17,6   | 15-29 ans    | 16,2   |
| 20,6   | 0-14 ans     | 19,1   |

## Culture locale et patrimoine

### Lieux et monuments
- Parcours de la Vallée du Matz : 
C'est un des plus beaux parcours touristiques de France pour la pêche à la truite Fario et Arc (1re catégorie). C'est un parcours de 10 km depuis le moulin Lhuillier jusqu'au pont de Marquéglise.

- Église Saint-Martin : 

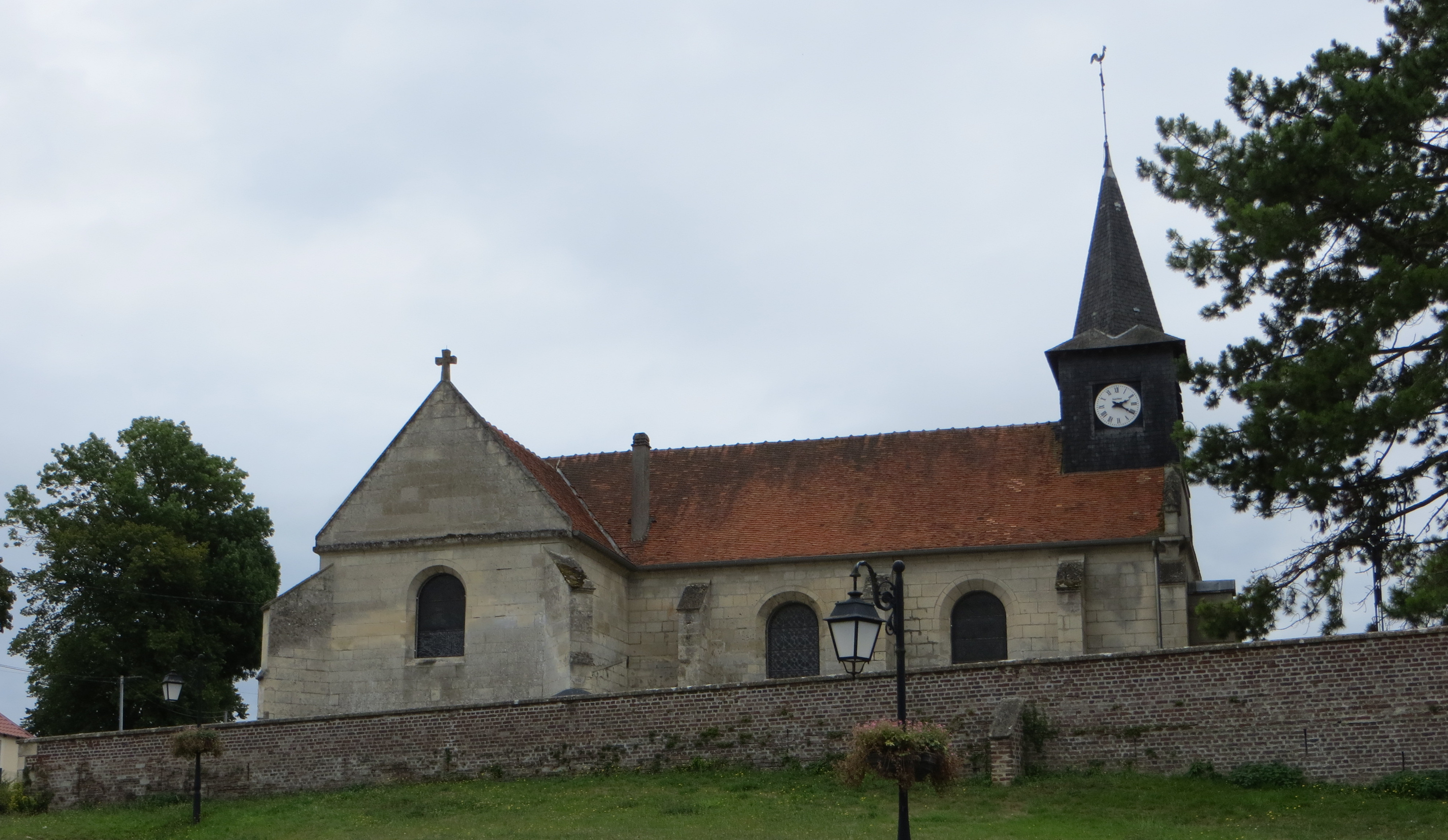
Église Saint-Martin - Cloche de l'église sonnant la demie : Fichier:Mélicocq - Église Saint-Martin - 14h30.ogg

C'est un édifice qui a été rebâti en l'an 1300, mais de nombreux remaniements ont fait disparaître l'ancienne construction. L'église renfermait deux bâtons de confrérie : celui de saint Martin et celui de la Sainte Vierge[42].

- Moulin Lhuillier, sur le Matz, construit en 1795 en remplacement d'une installation précédente : 
Il est connu sous le nom de moulin Lhuillier ou l'Hœillet. On y pressait l'œillette, sorte de pavot, pour en obtenir de l'huile rendant les toiles imputrescibles, puis le blé après la reconstruction de 1795. A la fin du XIXe ou au début du XXe siècle, la force hydraulique est utilisée pour un petit atelier de fabrication de faussets, mais l'activité cesse en 1906 lors de son rachat par  Charles Bernard, régisseur du Théâtre des variétés à Paris. Il accueille de nombreuses personnalités du spectacle jusqu'en 1914. En 1928, la roue étant démontée, le bâtiment devient une maison d'habitation, mais en 1983, une roue hydraulique est réinstallée mais est inutilisée[43].
- Moulin de Mélicocq, sur le Matz, 162 rue du Moulin, qui existait au Moyen Age et  est reconstruit en 1776. Jean-François Reculez le fait équiper en 1806 d'une seconde roue hydraulique actionnant deux paires de meules.
Il cesse son activité après la Seconde Guerre mondiale, au cours de laquelle plusieurs bâtiments sont touchés. En 1970, il n'en subsiste plus que le bâtiment du moulin proprement dit, et le site, dont la roue hydraulique est démontée, est alors  transformé en usine de chaudronnerie. Depuis 1996, le site appartient à la société Techni-métal, spécialisée dans la chaudronnerie et la construction de machines industrielles pour l'agro-alimentaire et l'industrie chimique et pharmaceutique[44], qui a annoncé sa fermeture en 2012[45].

- Colombier du XIXe siècle : 
De toit octogonal, il dépasse des toitures des bâtiments adjacents. Il offre en façade une grande porte rectangulaire occupant la quasi-totalité du plan.
- Monument aux morts-crucifix érigé en 1920 par des bienfaiteurs américains, le Major et Madame Emerson-White[28].

### Personnalités liées à la commune
- Alexandre de La Fons de Mélicocq (1802-1867), archéologue et naturaliste français, dont le père en fut le premier maire en 1792.

### Héraldique
| Blason de Mélicocq | Blason  | D'argent au coq de clocher contourné de sable soutenu de l'inscription « MELICOCQ » en lettres capitales du même. |
| Blason de Mélicocq | Détails | Le statut officiel du blason reste à déterminer.                                                                  |

## Pour approfondir